# Термінал ЗПГ Брунсбюттель
Термінал ЗПГ Брунсбюттель –  інфраструктурний об’єкт для імпорту зрідженого природного газу (ЗПГ), розташований на північноморському узбережжі Німеччини.
Німеччина тривалий період віддавала перевагу отриманню трубопровідного природного газу, передусім з Росії, та станом на початок 2020-х років не мала жодного терміналу для імпорту ЗПГ. З початком повномасштабного російського вторгнення до України в лютому 2022 року Німеччина обрала курс на відмову від російських енергоносіїв, що в царині природного газу неможливо було зробити без його отримання у зрідженому вигляді. Як наслідок, протягом 2022-го у Німеччині оголосили про наміри реалізувати 5 – 6 таких проектів (з них три увійшли в дію вже у зимовий сезон 2022/2023), причому у всіх варіантах прийняли рішення на користь плавучого регазифікаційного терміналу, що потребувало набагато менше часу на створення у порівнянні із стаціонарним об’єктом.
Один з перших терміналів створила компанія RWE (втім, як і в більшості зазначених вище проектів, німецька держава взяла участь у фінансуванні). Термінал розмістили біля містечка Брунсбюттель в естуарії Ельби (тому він також відомий як Elbehafen LNG), поблизу західного завершення Кільського каналу. Тут  на північному березі річки знаходиться потужний індустріальний майданчик ChemCoast Park, що надавало можливість використати певну інфраструктуру. Стандартна процедура отримання погоджень могла затягнутись надовго, тому плавучу установку зі зберігання та регазифікації вирішили розмістити біля існуючого причалу для роботи з небезпечними вантажами, де до того провадилось розвантаження зрідженого нафтового газу (ЗНГ) та нафти. Це дозволяло працювати без спеціальних дозволів в межах одного року, за який збираються за 80 метрів далі звести спеціальний причал терміналу. У цьому проміжку нафту перевалюватимуть на іншому пірсі, тоді як ЗНГ-танкери швартуватимуться біля плавучої регазифікаційної установки та видаватимуть свій вантаж через перекинутий по ній трубопровід.
Під термінал у Брунсбюттелі зафрахтували плавучу установку Höegh Gannet, яка здатна постачати до 28 млн м3 регазифікованої продукції на добу, що еквівалентне понад 10 млрд м3 на рік (втім, такі показники досягаються у піковому режимі, тоді як зазвичай одна з технологічних ліній залишається резервною). Зберігання ЗПГ забезпечують резервуари місткістю 170 тис м3. В січні 2023-го Höegh Gannet прийняла перший вантаж ЗПГ на іспанському терміналі Мугардос та рушила до Німеччини для проведення пусконалагоджувальних процедур.
Для видачі продукції у першій фазі проекту проклали трубопровід довжиною 3 км, який сполучив плавучу установку із вузлом підключення ChemCoast Park до газопроводу компанії Schleswig-Holstein Netz. Остання в свою чергу провела модифікацію своєї станції у Піннеберзі на західній околиці Гамбурга для її переведення у двосторонній режим роботи (раніше звідси була можливість лише подавати ресурс до Газопроводу Західного узбережжя, що проходить повз Брунсбюттель). Втім, ці заходи надають можливість приймати регазифіковану продукцію в осбягах лише 3,5 млрд м3 на рік. Для виходу терміналу на повну потужність у 7,5 млрд м3 в 2023-му планується спорудити газопровід ET-180.
Також можливо відзначити, що RWE має частку у 10% в компанії German LNG Terminal GmbH, що планує до 2026 року побудувати у Брунсбюттелі стаціонарний термінал для прийому ЗПГ (ще 50% та 40 % відповідно мають компанії KfW та Gasunie).